# Renault Austral
Renault Austral – samochód osobowy typu crossover klasy kompaktowej produkowany pod francuską marką Renault od 2022 roku.

## Historia i opis modelu

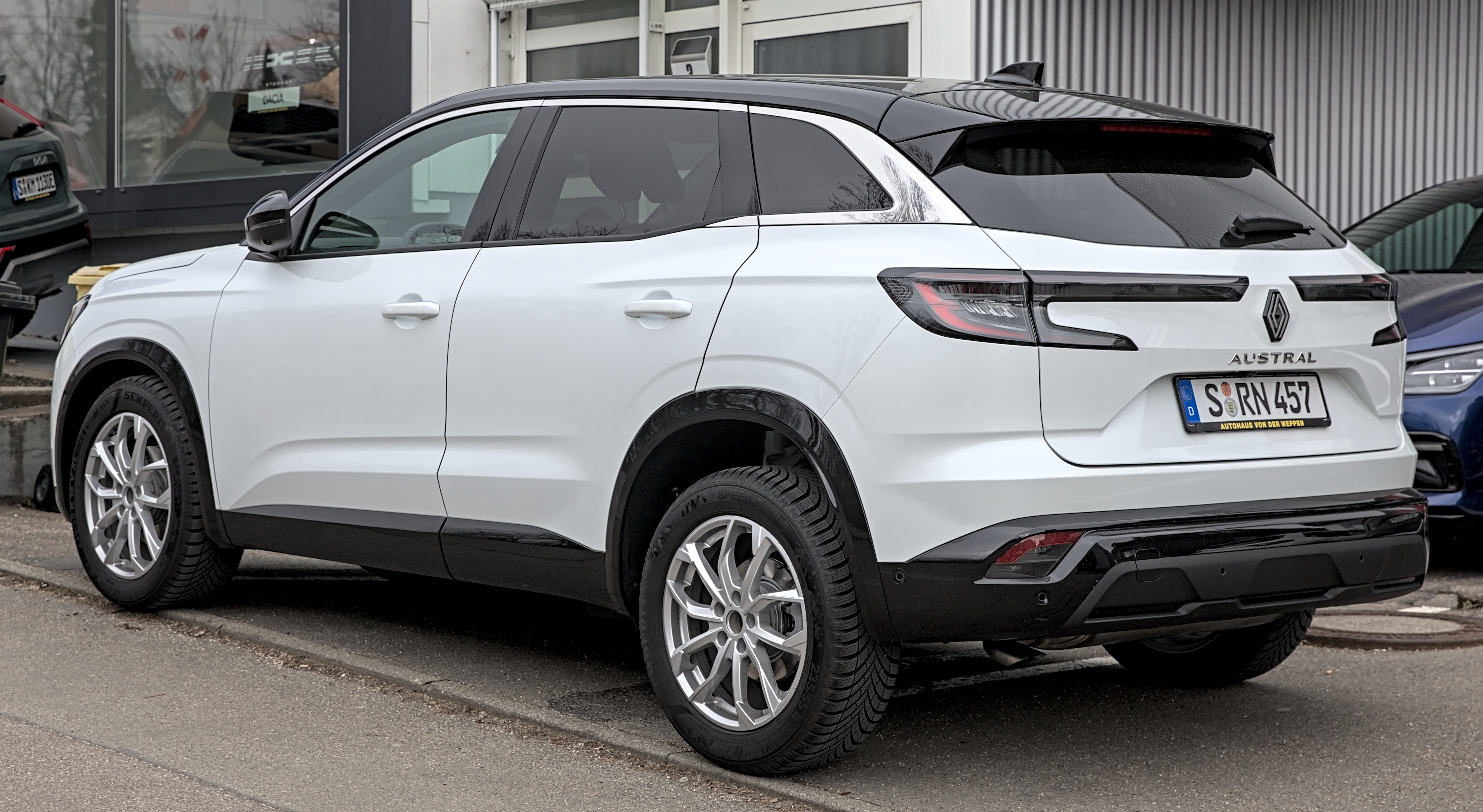
Renault Austral - tył

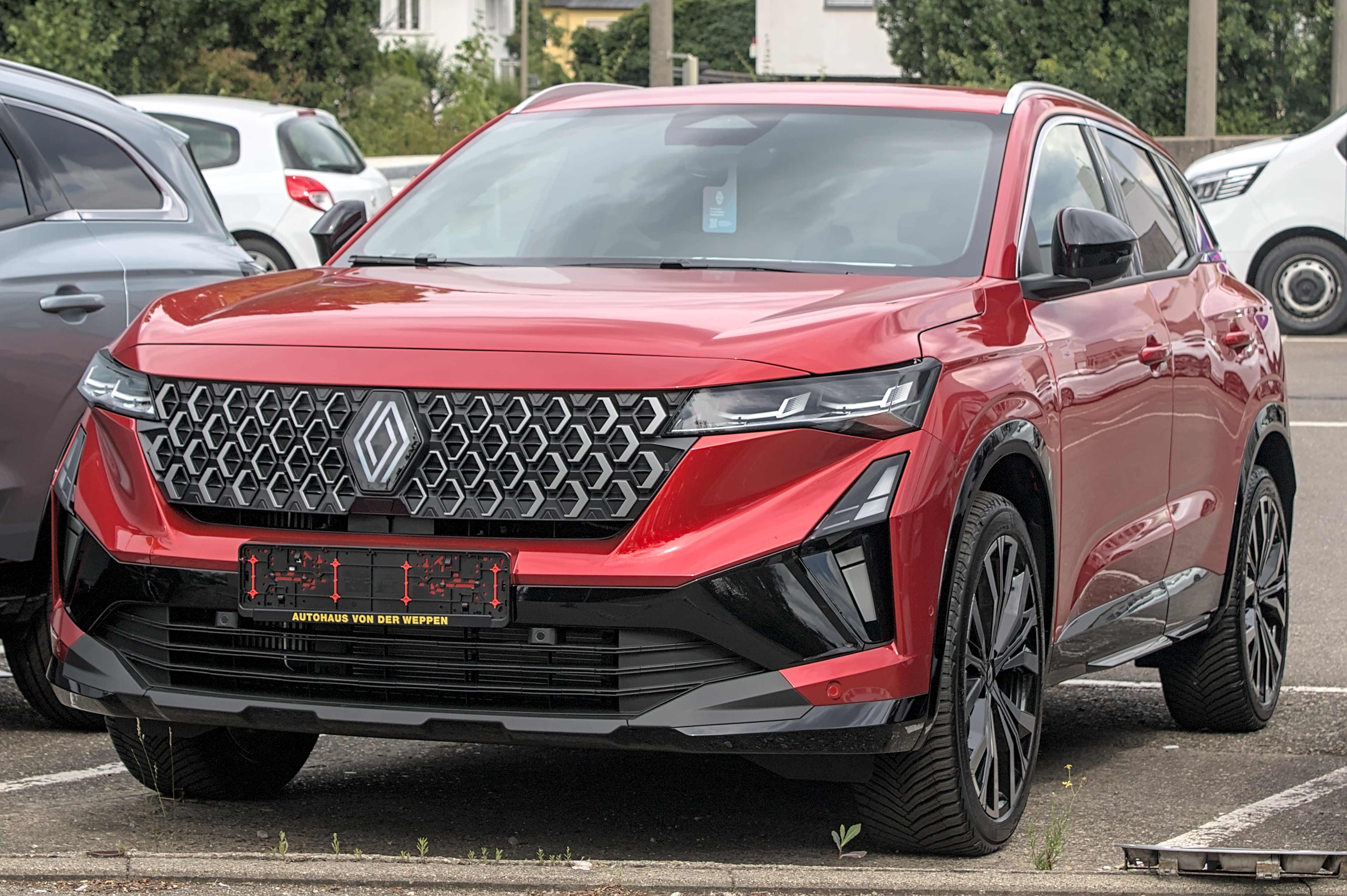
Renault Austral po liftingu

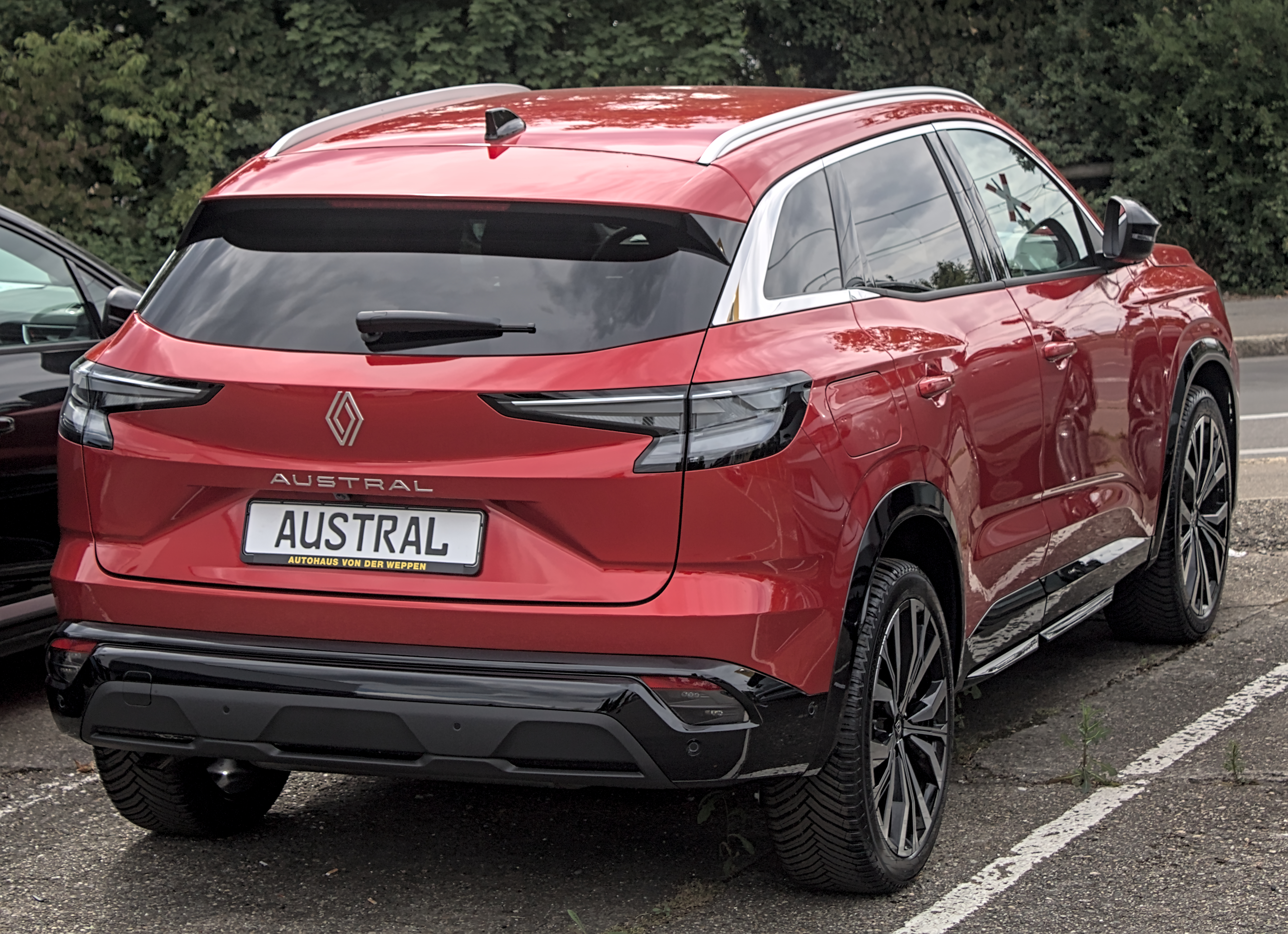
Renault Austral - tył po liftingu

Samochód zaprezentowano po raz pierwszy 8 marca 2022 roku. Austral jest bezpośrednim następcą kompaktowego Renault Kadjar zaprezentowanego w 2015 roku i bazuje na tej samej platformie co pokrewny model Nissan Qashqai. Nazwa modelu „Austral” oznacza „południowy”. Austral trafił do sprzedaży we wrześniu 2022 roku, a dostawy pojazdów rozpoczęły w grudniu 2022 roku.   
W 2025 roku po 3 latach produkcji samochód przeszedł gruntowny lifting, w którym otrzymał nowy przód, czyli nowe lampy, atrapę chłodnicy, zderzak. Tył też się zmienił: zyskał nowe lampy tylne i nową pokrywę bagażnika. Wszystko na wzór zmodernizowanego wcześniej Renault Espace.

### Wersje silnikowe
Początkowo samochód dostępny był z dwoma wersjami silnikowymi: 140-sto i 160-cio konnymi (zależnie od rodzaju skrzyni biegów) miękkimi hybrydami na bazie 4-ro cylindrowego, benzynowego silnika 1.3. Od września 2023 dostępna jest również 200-konna w pełni hybrydowa wersja oparta na 3-cylindrowej turbodoładowanej jednostce o pojemności 1.2 litra.  